# Onthophagus adelphus
Onthophagus adelphus är en skalbaggsart som beskrevs av Gillet 1930. Onthophagus adelphus ingår i släktet Onthophagus och familjen bladhorningar. Inga underarter finns listade i Catalogue of Life.